# Bad König
Bad König – niemieckie miasto uzdrowiskowe w kraju związkowym Hesja, w rejencji Darmstadt, w powiecie Odenwald.